# 1533 az irodalomban
Az 1533. év az irodalomban.

## Új művek

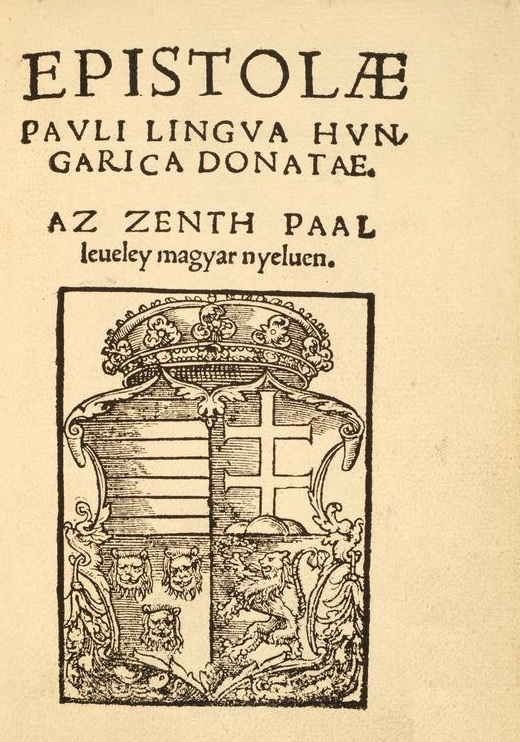
Szent Pál levelei

- Krakkóban megjelenik Komjáti Benedek fordítása: Az zenth Paal leueley magyar nyeluen (latin címén: EPISTOLAE Pavli lingva Hvngarica donatae), vagyis Szent Pál levelei; az első, teljes szövegében magyar nyelvű nyomtatott könyv.
- John Heywood angol szerzőtől megjelenik nyomtatásban az ún. „interlude” műfajú:
  - The Play of the Weather, az időjárásról szóló moralitásjáték, mitológiai keretben[1]
  - 1520-ban írt bohózata: Johan Johan the Husband, Tyb his Wife, and Sir Johan, the Priest,

## Születések
- február 5. – Dudith András pécsi püspök, a humanista polihisztor, a reneszánsz magyar irodalom alkotója († 1589)
- február 28. – Michel de Montaigne francia esszéíró, filozófus; az esszé műfaj megteremtője († 1592)
- június 6. – Bernardino Baldi itáliai matematikus, polihisztor, költő, író († 1610)

## Halálozások
- július 6. – Ludovico Ariosto olasz költő, író, az Orlando furioso (Őrjöngő Lóránd) című eposz szerzője (* 1474)